# 基希蒂姆克
基希蒂姆克是德国下萨克森州的一个市镇。总面积16.15平方公里，总人口978人，其中男性484人，女性494人（2011年12月31日），人口密度61人/平方公里。